# Lae Parira (plaats)
Lae Parira is een bestuurslaag in het regentschap Dairi van de provincie Noord-Sumatra, Indonesië. Lae Parira telt 958 inwoners (volkstelling 2010).